# Kindermuseum Schönbrunn

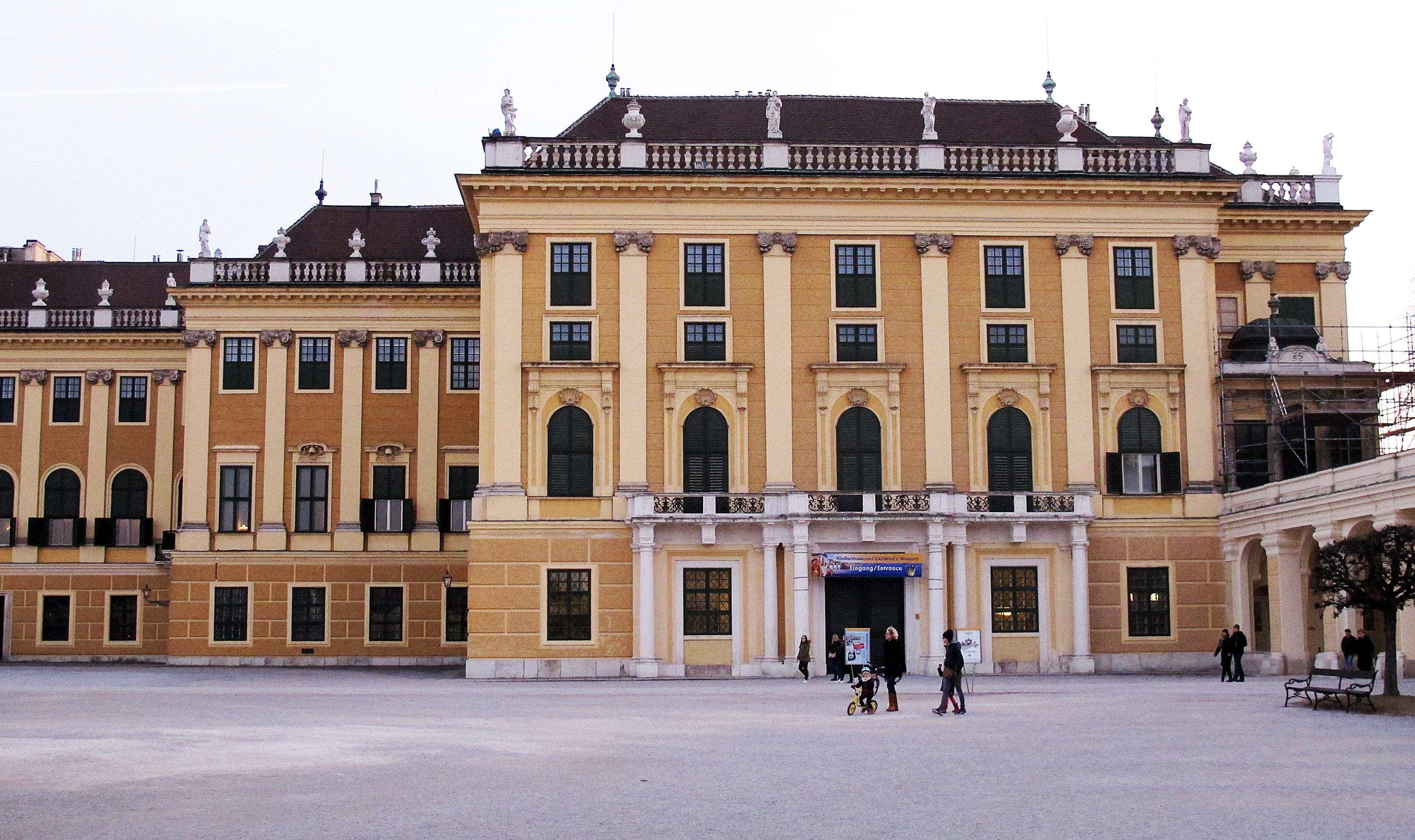
Eingang des Kindermuseums im Schloss Schönbrunn in Wien

Das Kindermuseum Schönbrunn im Schloss Schönbrunn in Wien ist eine interaktive Erlebniswelt für Kinder, denen das Weltkulturerbe und die Geschichte des Schlosses auf eine spielerische und vereinfachte Art und Weise veranschaulicht werden soll. Das Anfassen und Ausprobieren bestimmter Gegenstände und die Interaktion an speziell für Kinder entworfenen Experimentierstationen ist erlaubt und sogar erwünscht.

## Entstehungsgeschichte
Unter dem Namen „Schloss Schönbrunn erleben“ eröffnete das Museum seine Räumlichkeiten am 16. Juni 2002 im Westtrakt des Schlosses Schönbrunn, das seit 1996 zum UNESCO-Weltkulturerbe zählt. Durch spezielle Führungen, Workshops und andere Aktivitäten werden Kinder mit dem Alltagsleben eines barocken Kaiserhofs des 18. Jahrhunderts und dem Leben von Kaiserin Maria Theresia vertraut gemacht. Das Kinderprogramm wird fortlaufend thematisch erweitert und an Festtage des Jahres angepasst.
Noch bevor das Kindermuseum seine Pforten öffnete, wurden einige Jahre zuvor erste Angebote für die Zielgruppe Kinder gestaltet. Spezielle kindgerechte Führungen für Familien durch das Schloss Schönbrunn fanden 1994 zum ersten Mal statt. Die erste Route führte über das Laternenzimmer des Schlosses hin zum Zeremoniensaal und über die Ostküche ins Erdgeschoß, wo sich die Weißgoldzimmer und das Kronprinzenappartement befinden. Bereits damals hatte die ehemalige Marketingleiterin des Schlosses, Barbara Weber-Kainz, die Idee, den Kindern die Möglichkeit zu geben, sich zu verkleiden und in die Rolle der Kaiserkinder zu schlüpfen. Bis heute gehört diese Idee zu den Höhepunkten eines Besuches im Kindermuseum.
Im Laufe der Jahre kamen immer wieder thematisch neue Führungen in den Kaiserresidenzen Wiens hinzu:
- 1997: Kinderführung durch die Kaiserappartements der Hofburg
- 1999: Kinderführung durch das Möbelmuseum Wien
- 1999: Schülerführung Schönbrunn (13- bis 15-Jährige)
- 2000: Kindergeburtstag Sisi Schönbrunn
- 2001: Kindergeburtstag Sisi Hofburg

Am 15. Juni 2002 konnte schließlich das Kindermuseum mit eigenen Räumen im damals neu restaurierten Westflügel des Schlosses Schönbrunn unter dem Namen „Schloss Schönbrunn erleben“ eröffnen. Die konkrete Umsetzung des Projektes startete die heutige Leiterin des Kindermuseums, Susanne Gruber-Hauk, im Herbst 1998 auf Initiative der Geschäftsführer des Schlosses, Franz Sattlecker und Wolfgang Kippes. Ziel war es, ein erstes Konzept mit Aspekten des Alltagslebens der Kaiserfamilie auszuarbeiten und als „Hands-on Museum“ in den Räumen des Schlosses Schönbrunn zu verwirklichen. Um Ideen zu sammeln, besuchte sie 1999 unterschiedliche Kindermuseen in Deutschland (Frankfurt, Fulda, Kassel), den Niederlanden, Finnland und das Legoland in Dänemark. Auch Marketingleiterin Barbara Weber-Kainz reiste in die USA, wo sie Kindermuseen besuchte und versuchte, Kooperationspartner zu finden. Schließlich konnte man Nikki Black vom Children’s Museum Indianapolis als Beraterin für die Entstehung des Kindermuseums in Schönbrunn gewinnen. Nachdem sie im Jahr 2000 ein inhaltliches Projekt für die Gestaltung des Kindermuseums ausgearbeitet hatte, wurde ihre Empfehlung drei Architekten übergeben. Da die Entwürfe des Teams Vesna Urlicic und Adolf Wocelka die Verantwortlichen überzeugten, sollte daraus ein Projekt umgesetzt werden. In einer Arbeitsgemeinschaft entwickelten die beiden Experten schließlich zusammen mit dem Ausstellungskonzeptionisten Carl Auböck einen endgültigen Entwurf, der von Herbst 2001 bis zur Eröffnung gestaltet und im Design angeglichen wurde. Die Einrichtung fertigte letztlich die Möbeltischlerei Resch aus Aigen-Schlägl an. Graphische Arbeiten übernahm das moonlight–Studio aus Wien und für Illustrationen waren eine der Architekten, Vesna Urlicic, und der Maler und Illustrator Hannes Margreiter verantwortlich. Die authentischen Kostüme wurden von dem Theaterservice und Ausstattungsunternehmen Art for Art aus Wien angefertigt.

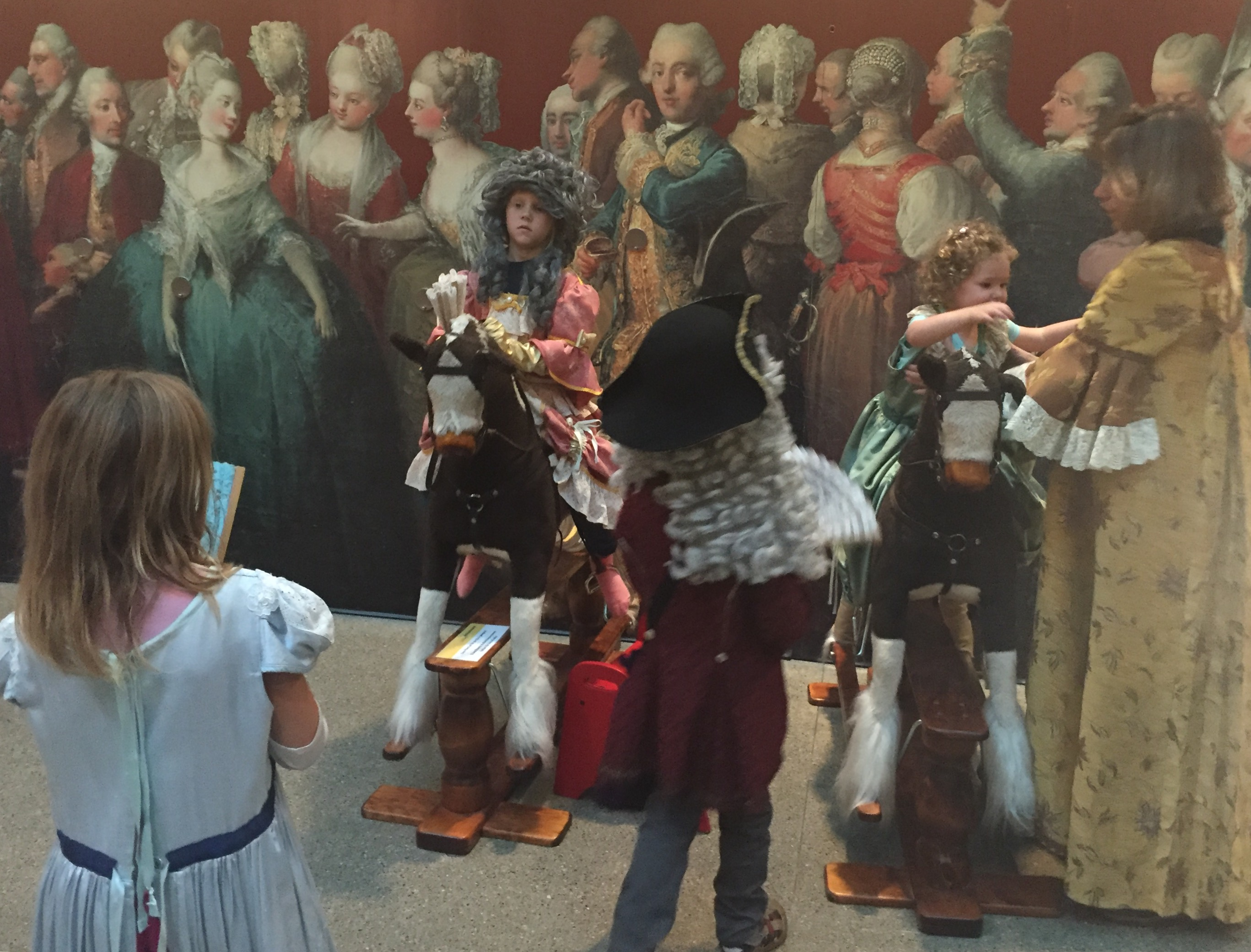
Spielzeuge für Prinzessinnen und Prinzen

Obwohl das Kindermuseum die ersten beiden Jahre hohe Besucherzahlen verzeichnete, entschied man sich 2004 zu einer Umgestaltung der Räume, um einige neue Themenbereiche zu schaffen und das Museum zu erweitern. So wurden beispielsweise Räume zum Thema Garten und Naturwissenschaften oder Damenmode und Herrenmode zusammengelegt, die sich ohnehin thematisch ergänzten. Daraufhin konnten zusätzliche Angebote wie ein Dienerzimmer, ein original eingerichtetes Mädchenzimmer und ein Spielzimmer, entstehen. Bei der Umgestaltung tätigten Heinz Motzko und Hannes Eder die graphischen Arbeiten, während die Firma Barth aus Italien die Vitrinen gestaltete.
Am 23. September 2012 feierte das Kindermuseum „Schloss Schönbrunn erleben“ sein 10-jähriges Jubiläum mit einem abwechslungsreichen Programm für Kinder von fünf bis elf Jahren mit Aktivitäten in Kleingruppen oder Entdeckungsreisen mit den Begleitpersonen, das im Irrgarten und in den Räumen des Kindermuseums stattfand.

## Zielgruppe
Anfangs wurde das Programm des Kindermuseums nur für Volksschulklassen und am Wochenende auch für Familien angeboten. Heute ist das Kindermuseum täglich geöffnet und bietet ein umfangreiches Programm, das sich an Familien mit Kindern zwischen drei und zwölf Jahren richtet. Wochentags besuchen viele Schulklassen und Kindergärten das Museum.

## Gestaltung

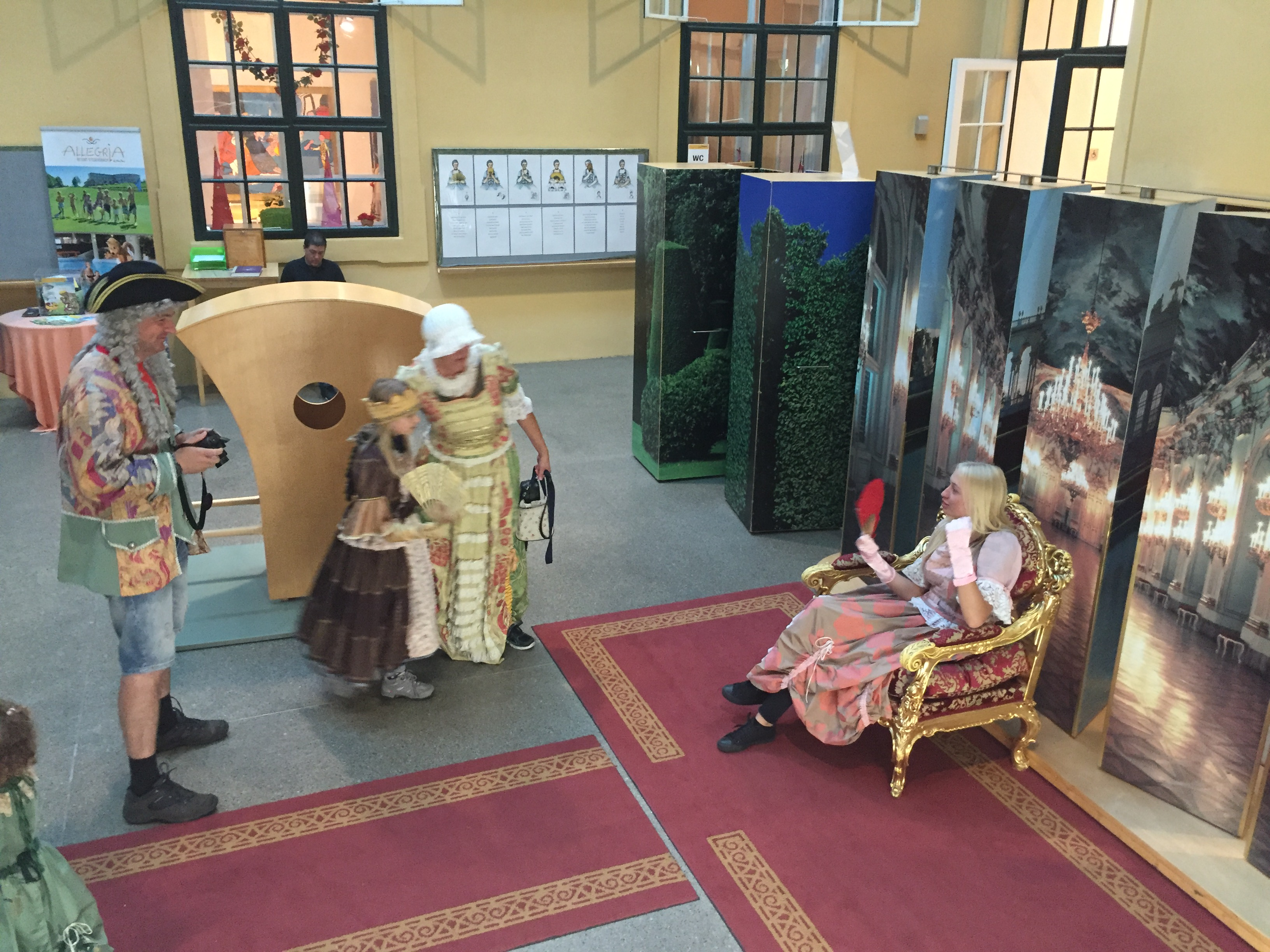
Verkleidete Besucher des Kindermuseums Schönbrunn im Verkleidungszimmer/Kaiserhof

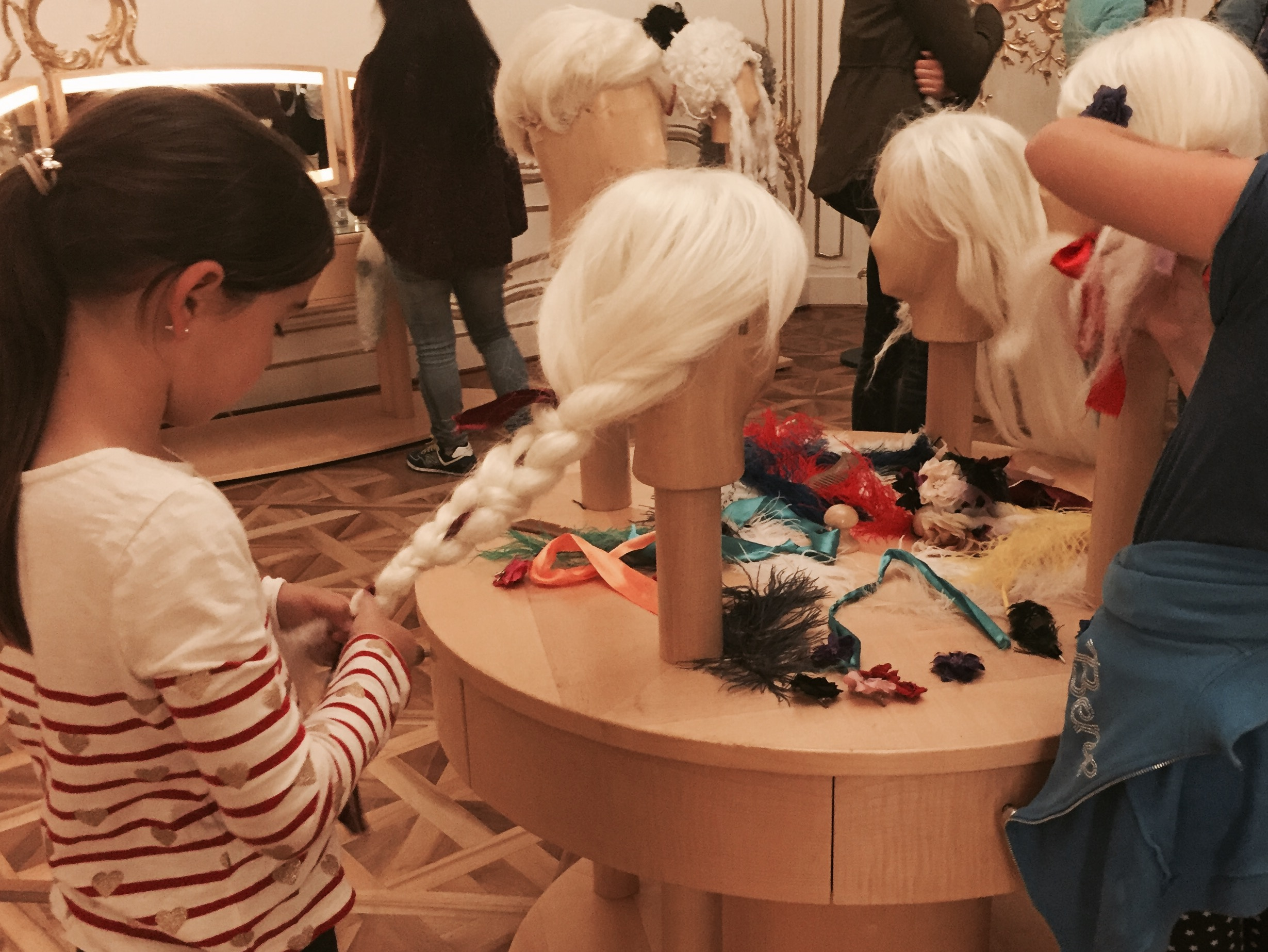
Kaiserliche Frisuren im Frisurenzimmer des Kindermuseums Schönbrunn

In einer interaktiven Erlebniswelt erfahren die Kinder, wie man sich am barocken Kaiserhof des 18. Jahrhunderts kleidete, wie ein kaiserlicher Tisch gedeckt wurde und wie es um die Hygiene der Kaiserfamilie stand. Zum Highlight des Kindermuseums gehört das Verkleiden als Adelige und Diener. Mit einer Reihe von Perücken und Kleidern in unterschiedlichen Größen und Farben können Eltern und Kinder in die Rolle der Kaiserfamilie schlüpfen. Im Bergl-Zimmer, das im exotischen Stil ausgemalt ist, können sich die Kinder mit der Körperpflege und den medizinischen Möglichkeiten des 18. Jahrhunderts vertraut machen. An einem Drehrad (= „Dialograd“) gleich zu Beginn des Museums wird der Unterschied zwischen reichen Kaiserkindern und Kindern aus dem Volk vermittelt. Außerdem sind einige historische Spielsachen und beispielhafte Spiele ausgestellt, die Einblicke in die Sitten der adeligen Familien geben sollen.

## Lage und Räume
Das Kindermuseum Schönbrunn befindet sich im Erdgeschoß des Westtrakts im Hauptgebäude des Schlosses. Es besteht aus 15 Räumen, die thematisch unterschiedlich ausgestaltet sind, um das Leben der Kaiserfamilie ursprungsgetreu in allen Bereichen des Lebens nachempfinden zu können. In der großen Eingangshalle, genannt großer Kaiserhof, befindet sich der Verkleidungsbereich. Darauf folgen die Kinderkaisergalerie, die Archäologie, das Frisuren- und Hygienezimmer, der Moderaum, das Zimmer der Dienerschaft, die Kindskammer, der Festsaal für Zeremonien, das Spielzeugzimmer, das prächtige Bergl-Zimmer, die Räume der Naturwissenschaft, das Unterrichtszimmer und zuletzt das Esszimmer mit einer langen, gedeckten Tafel mit Plastikessen.

## Besucherzahlen
Die Besucherzahlen des Kindermuseums sind steigend. Während es im Jahr 2014 noch um die 62.500 waren, besuchten 2015 rund 68.700 und 2016 in etwa 72.000 Kinder mit ihren Eltern das Kindermuseum in Schönbrunn. Jährlich feiern etwa 4000 Kinder mit ihren Freunden ihren Geburtstag im Schloss Schönbrunn.

## Führungen
Führungen durch die Räume des Kindermuseums finden für Familien und Einzelbesucher samstags, sonntags und an Feiertagen dreimal pro Tag statt. Für größere Gruppen und Schulklassen ab 10 Personen werden nach Voranmeldung zusätzliche Führungstermine angeboten. Insgesamt können Kinder, Eltern und Lehrer zwischen 32 verschiedenen Workshops und Führungen wählen, die von ausgebildeten Pädagogen, Historikern oder Kunsthistorikern durchgeführt werden.

## Kinderprogramm
Zusätzlich zu den regulären Führungen und Besuchsmöglichkeiten bietet das Kindermuseum je nach Jahreszeit ein vielfältiges Kinderprogramm in Form von Themenführungen, Workshops, Thementagen und Tänzen an. Im Laufe der Jahre entstand ein umfangreiches Programm, wobei die Verantwortlichen alle zwei bis drei Monate einen neuen Themenschwerpunkt setzen, um für die Zielgruppe interessant zu bleiben. Beim Quadrilletanzen können zum Beispiel Kinder und Erwachsene ab sechs Jahren lernen, wie und zu welcher Musik zu Zeiten Maria Theresias getanzt wurde. Im ehemaligen Appartement der Kaiserin können sich die Kinder mit passenden Kostümen in das 18. Jahrhundert hineinversetzen. Für andere themenbezogene Workshops, meist vor Festen wie Fasching, Ostern oder Weihnachten, wird die Bastelwerkstatt im Kindermuseum geöffnet.